# Marcel Labey
Marcel Labey, né au Vésinet (Seine-et-Oise) le 6 août 1875 et mort à Nancy le 25 novembre 1968, est un chef d'orchestre et compositeur français.

## Biographie
Il appartient à une famille de magistrats et étudie le droit à Paris (doctorat en 1898) puis il se tourne vers la musique. Il apprend le piano avec Elie Miriam Delaborde et Louis Breitner, l'harmonie avec René Lenormand. Il rencontre Vincent d'Indy qui lui fait suivre ses cours à la Schola Cantorum. La guerre de 1914 l'interrompt dans sa carrière. Il en revient avec deux blessures et quatre citations.
À la Schola Cantorum, il enseigne le piano et à la mort de Vincent d'Indy, il en est l'un des sous-directeurs de l'école et conserve la fonction de directeur à l'École César-Franck (1935-1962). Il est, également, secrétaire de la Société nationale de musique.
Selon Le Ménestrel, "[l]a vraie première « moderne » d'Orfeo a eu lieu le 2 mai 1911 au Théâtre-Réjane, à Paris, au profit de l'Orphelinat des Arts, sous la direction de M. Marcel Labey." On comptait parmi les chanteurs Claire Croiza, Robert Le Lubez et Georges Petit. Labey a redonné Orfeo deux fois en 1913. Des extraits avaient déjà été donnés dès 1904 par Vincent d'Indy.
Labey continue à défendre et faire connaître la musique ancienne, à Paris (Armide de Lully, Dardanus de Rameau, et Armide de Gluck, salle Gaveau, en avril 1933) aussi bien qu'en province (Didon et Énée de Purcell dans la traduction de Paul Landormy et Armide de Lully, réalisation de Marcel Labey, à Moulins - concert retransmis à la radio par Lyon P.T.T. le 19 décembre 1938).

## Ses œuvres
On retrouve l'esprit franckiste dans ses compositions.
À noter que son épouse, Charlotte Sohy (1887-1955), élève elle-même de Vincent d'Indy, a composé une symphonie, des mélodies, deux quatuors à cordes et un drame lyrique en 3 actes L'Esclave Couronnée d'après une nouvelle de Selma Lagerlöf représenté à Mulhouse le 6 mai 1947.
On peut trouver un catalogue complet .

### Opéra
Bérangère, drame lyrique en 3 actes (1911-1913 ; Le Havre, 12 avril 1929).

### Musique pour orchestre
- Fantaisie (1900),
- 4 symphonies (1903 - 1908 - 1933 - 1940),
- Ouverture pour un drame (1920 ; Paris, 22 janvier 1921),
- Lied pour violoncelle et orchestre (1920),
- Suite champêtre (1922),
- Eglogue (1943),
- Triptyque symphonique (1947),
- Symphonietta pour orchestre de chambre (1950),
- Paysages marins (1952),
- Symphonie pour cordes (1954),
- Poème pour piano et orchestre (1957).

### Musique de chambre et instrumentale
- Sonate pour piano (1900),
- sonates pour violon et piano (1901 - 1924 - 1951 - 1954),
- Sonate pour alto et piano (1904),
- Quatuor avec piano (1911),
- Suite pour piano (1914),
- Quatuors à cordes  (1919 - 1948),
- 2 Trios avec piano (1922 - 1937),
- Quintette avec piano (1929),
- Trio à cordes (1929),
- Sonate pour violoncelle et piano (1944),
- Sextuor à cordes (1959),
- des pièces pour piano et orgue,
- des mélodies parmi lesquelles 'Odelette' (texte d'Henri de Régnier), 'Rondel' (Charles d'Orléans), 'De sa grande amye' (Clément Marot), 'Chanson du rayon de lune' (Guy de Maupassant),
- publication des réductions pour piano de plusieurs œuvres pour orchestre de Vincent d'Indy :Symphonie en si bémol, Jour d'été à la montagne, etc.